# ريمون فان دير بييزين
ريمون فان دير بييزين (بالهولندية: Raymon van der Biezen)‏ مواليد 14 يناير 1987 في هولندا، هو دراج هولندي. شارك في دورة الألعاب الأولمبية الصيفية.

## روابط خارجية
- ريمون فان دير بييزين على موقع أوليمبيديا (الإنجليزية)